# 徐纯性
徐纯性（1923年3月—2020年3月5日），原名赵安国，曾用名赵安，笔名沙帆，男，山西盂县人，中华人民共和国政治人物，曾任中共河北省委常委、宣传部长，河北省哲学社会科学联合会主席，河北省政协副主席。